# Factor VIIa recombinante
 El factor VIIa recombinante (rFVIIa) es una forma de factor VII de la sangre que se ha fabricado mediante tecnología recombinante.  El rFVIIa más utilizado es el eptacog alfa (activado)  (Denominación común internacional [INN]), nombres comerciales NovoSeven y AryoSeven). 

## Uso médico
En base al año 2012, rFVIIa no está respaldado por la evidencia para tratar la mayoría de los casos de hemorragia grave.  Existe un riesgo significativo de trombosis arterial con su uso y, por lo tanto, aparte de aquellos con deficiencia de factor VII, solo debe administrarse en ensayos clínicos.  El factor VII humano recombinante, aunque inicialmente parecía prometedor en la hemorragia intracerebral, no demostró beneficios tras un estudio adicional y ya no se recomienda.
En las personas con hemofilia tipo A y B que tienen una deficiencia de los factores VIII y IX, estos dos factores se administran para controlar el sangrado o como medicación de profilaxis antes de comenzar las cirugías.  Sin embargo, en algunos casos, posteriormente desarrollan anticuerpos neutralizantes, llamados inhibidores, contra el medicamento.  Estos inhibidores a menudo aumentan con el tiempo e inhiben la acción de la coagulación en el cuerpo. rFVIIa, que es una forma activada del factor VII, evita los factores VIII y IX y causa la coagulación sin la necesidad de los factores VIII y IX.  Es importante que algunos pacientes cambien a los factores sanguíneos adecuados de acuerdo con su título de inhibidores.  Otras indicaciones incluyen el uso en pacientes con hemofilia adquirida, personas nacidas con una deficiencia de factor VII y personas con trombastenia de Glanzmann . 
Otro uso posible es para la reversión parcial de nuevos anticoagulantes orales como dabigatran, rivaroxaban o apixaban.
Para 2016, NovoSeven fue el segundo medicamento más costoso por paciente, con un costo promedio de US$627.161.

## Mecanismo de acción
Este tratamiento da como resultado la activación de la vía extrínseca de la coagulación sanguínea.

## Fabricación
rFVIIa es una glicoproteína producida por tecnología de ADN recombinante.  AryoSeven está formulado de manera similar  a la droga original con el nombre de NovoSeven.  El producto es el primer biosimilar o biogenérico del medicamento mencionado anteriormente.  Esta biomedicina se produce en células de riñón de hámster bebé (BHK) y tiene características y funciones similares a las del factor VII de la sangre nativa. 

## Vía de administración
rFVIIa se administra normalmente por vía intravenosa (IV) bajo supervisión médica. 

## Uso militar
rFVIIa se usó de forma rutinaria en las tropas estadounidenses gravemente heridas durante la guerra de Irak, y se le atribuyó la salvación de muchas vidas, pero también dio como resultado un gran número de trombosis venosas profundas y embolias pulmonares, así como accidentes cerebrovasculares inesperados, ataques cardíacos y muertes.